# Anigrus lobulifer
Anigrus lobulifer är en insektsart som beskrevs av Rauno E. Linnavuori 1973. Anigrus lobulifer ingår i släktet Anigrus och familjen Meenoplidae. Inga underarter finns listade i Catalogue of Life.